# Tetrastichus hylotomarum
Tetrastichus hylotomarum är en stekelart som först beskrevs av Bouché 1834.  Tetrastichus hylotomarum ingår i släktet Tetrastichus, och familjen finglanssteklar. Enligt den finländska rödlistan är arten nära hotad i Finland. Arten är reproducerande i Sverige. Artens livsmiljö är torra gräsmarker.